# Gunnar Schmidt-Nielsen
Gunnar Schmidt-Nielsen (født 6. januar 1905 i Hundslund, død 11. februar 1986) var en dansk skolemand, gift med Lily Schmidt-Nielsen.
Han var søn af uddeler Niels Jensen Nielsen (død 1933) og hustru Mette f. Schmidt (død 1969), tog præliminæreksamen 1922 og lærereksamen fra Vinthers Seminarium 1926, blev student fra Statens og Hovedstadskommunernes Kursus 1927 og cand. mag. 1934. Han var lærer i fysik og matematik ved Jonstrup Statsseminarium i Måløv fra 1935. Her traf han Lily Kahr, som han blev gift med 18. juli 1938.
Han var forstander (fra 1959 rektor) for Skårup Statsseminarium fra 1950 til 1972, medlem af Seminarieudvalget 1947-51 og af Seminarierådet 1954-60. Han var Ridder af 1. grad af Dannebrog.
Schmidt-Nielsen skrev en række skolebøger samt jubilæumsskriftet Skårup Seminarium 1803-1953.
Han var morfar til Johanne Schmidt-Nielsen.